# Nogarole Rocca
Nogarole Rocca ist eine nordostitalienische Gemeinde (comune) mit 3872 Einwohnern (Stand 31. Dezember 2023) in der Provinz Verona in Venetien. Die Gemeinde liegt etwa 21 Kilometer südsüdwestlich von Verona. Nogarole Rocca gehört dem Kommunalverband Unione veronese Tartaro Tione an und grenzt unmittelbar an die Provinz Mantua (Lombardei).

## Geschichte
Um 933 wurde Nogarola in einem Dokument Hugos I. und Lothars II. erwähnt.

## Verkehr
Durch die Gemeinde führt die Autostrada A22 von Modena zum Brennerpass, an die ein Anschluss besteht.